# Motilina
La motilina è un ormone peptidico, purificato per la prima volta nel 1967, composto da 22 aminoacidi e prodotto dalle cellule del duodeno e della prima porzione del digiuno. La sua sequenza aminoacidica è: Phe-Val-Pro-Ile-Phe-Thr-Tyr-Gly-Glu-Leu-Gln-Arg-Met-Gln-Glu-Lys-Glu-Arg-Asn-Lys-Gly-Gln.
La motilina stimola le fibre colinergiche pre e postgangliari del parasimpatico, liberando acetilcolina che interagendo col sistema nervoso enterico riesce a stimolare la funzionalità muscolare del tratto interessato.
La sua secrezione aumenta e diminuisce ciclicamente, e stimola nell'uomo intensi fenomeni di peristalsi gastroduodenale, aumentando inoltre il tono costrittorio dello sfintere esofageo inferiore e prevenendo così eventuali reflussi gastroesofagei. Uno dei principali fattori di controllo della produzione di quest'ormone pare essere il pH del chimo presente nel primo tratto del tenue: suoi innalzamenti (dovuti al riversamento dei succhi pancreatici e biliari, ricchi di bicarbonato che neutralizza la forte acidità dei succhi gastrici) stimolano la produzione della motilina; inibizioni della sintesi di motilina si hanno invece con la secrezione di secretina e colecistochinina, ormoni che si oppongono alla motilità gastrointestinale. A seconda quindi delle varie fasi digestive, si avranno secrezioni di secretina e colecistochinina (che segnalano allo stomaco di interrompere la peristalsi per permettere un miglior assorbimento intestinale) alternate a quelle di motilina (solo ad assorbimento intestinale completato al fine di stimolare un nuovo flusso di nutrienti dallo stomaco, ora che il tenue è di nuovo in grado di assorbirli).